# Кзил-Чишминське сільське поселення
Кзил-Чишми́нське сільське поселення (рос. Тарханское сельское поселение) — муніципальне утворення у складі Батиревського району Чувашії, Росія. Адміністративний центр — присілок Кзил-Чишма.
Станом на 2002 рік існували Кзил-Чишминська сільська рада (присілки Кзил-Чишма, Нові Чепкаси) та Красномайська сільська рада (присілок Красномайськ).

## Населення
Населення — 844 особи (2019, 1122 у 2010, 1337 у 2002).

## Склад
До складу поселення входять такі населені пункти:
| Населений пункт        | Населення, осіб (2002) | Населення, осіб (2010) |
| ---------------------- | ---------------------- | ---------------------- |
| Кзил-Чишма, присілок   | 678                    | 557                    |
| Красномайськ, присілок | 628                    | 546                    |
| Нові Чепкаси, присілок | 31                     | 19                     |